# (7260) Metelli
(7260) Metelli est un astéroïde de la ceinture principale.

## Description
(7260) Metelli est un astéroïde de la ceinture principale. Il fut découvert le 18 mars 1994 à Stroncone par l'Observatoire astronomique Santa Lucia de Stroncone. Il présente une orbite caractérisée par un demi-grand axe de 2,90 UA, une excentricité de 0,01 et une inclinaison de 2,8° par rapport à l'écliptique.
Il est nommé d'après le peintre Orneore Metelli.

## Compléments